# Hockeytrean
Hockeytrean är den femte högsta svenska hockeyligan för herrar, tidigare benämnd Division 3 och Division III. På många håll i landet är det den lägsta divisionen men i Stockholm, Göteborg och Östergötland sker nerflyttning till division 4. Serien sköts av Svenska Ishockeyförbundets regionavdelningar tillsammans med distriktsförbunden. 
Spelordningen varierar i de olika regionerna. I Region Syd och Region Öst spelas grundserier och sedan fortsättningsserier. Lagen kvalificerar sig sedan, antingen direkt efter avslutad serie eller via playoff, för kval till Hockeytvåan. Region Väst är uppdelat i Dal/Gäs/Häl samt Vär/Väs/Örb där 3 lag respektive 2 lag (totalt 5 lag) skickas till kval till Hockeytvåan. I Region Norr är lagen uppdelade i sina respektive geografiska distrikt och upp-/nerflyttning skiljer mellan distrikten.

## Indelning
Säsongen 2022/2023 bestod serien av följande grupper:
- Region Syd
  - HockeyTrean Södra A[5]
  - HockeyTrean Södra B[6]
  - HockeyTrean Södra C[7]
  - HockeyTrean Södra D[8]
  - HockeyTrean Södra E[9]
  - HockeyTrean Södra F[10]

- Region Väst
  - HockeyTrean Dalarna[11]
  - HockeyTrean Gästrikland[12]
  - HockeyTrean Värmland[13]
  - HockeyTrean Örebro/Västmanland[14]

- Region Öst
  - HockeyTrean Östra A[15]
  - HockeyTrean Östra B[16]

- Region Norr
  - HockeyTrean Jämtland/H[17]
  - HockeyTrean Norrbotten[18]
  - HockeyTrean Västerbotten[19]